# Кримски мост
 Тази статия е за моста през Керченския проток.  За моста в Москва вижте Кримски мост (Москва).  
Кримският мост (на руски: Крымский мост), също Ке́рченски мост или мост през Керченския проток, е мостово съоръжение, което пресича Керченския проток, свързвайки град Керч на Керченския полуостров в Украйна с Таман на Таманския полуостров в Русия.
Състои се от 2 успоредни моста – железопътен и автомобилен. Построен е по лична инициатива на руския президент Владимир Путин.
Той е сред най-амбициозните инженерни проекти в историята на Русия и е най-дългият мост в Европа. Железопътният мост е с дължина 18,1 км, а автомобилният – 16,9 км. Височината на конструкцията е 80 метра, а височината на свода над водата е 35 метра. Мостът е проектиран да издържа на земетресения от над 9-а степен по скалата на Рихтер.
Получава официалното име „Кримски мост“ след всенародно гласуване през декември 2017 г. Строителството на автомобилния мост продължава 816 дни и завършва официално на 9 май 2018 г. Стойността му се изчислява на 228 милиарда рубли (около 3 милиарда евро по сегашен курс).
На 15 май 2018 г. президентът Владимир Путин открива официално автомобилната част от мащабното съоръжение. Държавният глава преминава по цялото трасе, тръгвайки от Таманския п-ов, шофирайки камион „КамАЗ“, а зад него се движи колона от строителна техника, която е взела участие в строежа. Свободното движение по моста за автомобили и граждански транспорт се пуска в експлоатация от 16 май 2018 г., което е приблизително 6 месеца по-рано от срока, предвиден в държавния договор.
До 24 март 2019 г. е завършено монтирането на железопътните участъци на моста , до 18 юли - полагането на железопътните релси . Използването на железопътния мост е официално открито през декември на 2019 г.

## История
Предложенията за изграждане на мост през Керченския проток се разработват поне от началото на 20-ти век, а през 1943 г., по време на войната, Германия построява кабинков лифт през Керченския проток и започва изграждането на два моста: пътнически и ж.п. мост, като недовършената част от моста е взривена при отстъплението. СССР изгражда Керченски железопътен мост от строителни материали, останали от германците, дълъг 4,5 km. Проектиран като временна конструкция и уязвим към грешки в проектирането и строителството, мостът е сериозно повреден в края на февруари 1945 г.
Предложението за възстановяване на временния мост е отхвърлено и останките от моста са демонтирани, но скоро след разрушаването на моста, до 1947 г., започва работа по варианти за изграждане на нов прелез – постоянна мостова конструкция вместо разрушеният временен мост. Проектиран е висоководен двустепенен мост с два железопътни коловоза и две пътни ленти за превозни средства от нос Еникале до коса Чушка, дълъг 6 km и струващ 850 милиона рубли.
На 18 май 1949 г. Съветът на министрите на СССР приема решение за изграждането на моста (подготвителни строителни работи са извършени от 1947 г.), но през 1950 г. строителството на моста е спряно и започва строителството на фериботна връзка.
През 70-те години отново се повдига въпросът за сухопътната връзка през пролива, но поради липса на средства проектът не е реализиран.
В началото на 90-те години е обявен конкурс за участие в реализацията на проект за транспортно преминаване през Керченския проток. Тогава има 4 проекта за строеж (два моста и два тунела). Кримските власти вярват, че реализацията на този проект ще улесни контактите с Русия и ще консолидира „междинното“ положение на Крим между двете съседни държави.
Дълго време мостът е представян като „един от елементите на околовръстния път по Черноморието“, чийто проект е обсъден в рамките на ОЧИС, или като част от „възродения Велик път на коприната“.
Въпросът за изграждането на моста е обсъден от украинското правителство през 2006 г. Според министъра на транспорта и съобщенията на Украйна Николай Рудковски подобно строителство би било „плюс за Крим“ и би дало „възможност на всеки турист, идващ от Кавказ, непременно да дойде в Крим“. Възможността за изграждане на мост е обсъдена и през 2008 г. на ниво министър-председатели, а през същата година проектирането и строителството на моста са включени в Транспортната стратегия на Руската федерация до 2030 г., която включва една от основните насоки за развитието на транспортната инфраструктура в Южния федерален окръг – проектирането на мост през Керченския проток и реконструкцията на пътни подходи и входове към морското пристанище Кавказ. През април 2010 г. на среща в Харков е договорено и подписано строителството на мост в Керченския проток от новоизбрания президент на Украйна Виктор Янукович и президента на Русия Дмитрий Медведев.
На 17 декември 2013 г. е подписано споразумение между правителството на Руската федерация и кабинета на министрите на Украйна за съвместни действия за организиране на изграждането на транспортен проход през Керченския проток. Кабинетът на министрите на Украйна одобрява споразумението през януари 2014 г. По-късно, поради събитията в Крим, преговорите за изграждането на моста са прекратени. На 18 март 2014 г. е обявен конкурс за инженерни проучвания за изграждането на моста, но неговите формални условия, отнасящи се до руско-украинското споразумение за моста, вече не отговарят на действителните реалности.

## Произшествия
- На 8 септември 2018 г. по време на буря силни ветрове откъсват котвата на плаващ кран, който е бил на котвеното място. Екипажът се опитва да овладее многотонната плаваща конструкция и да спре движението й, но в резултат на това кранът е прикован към опората на 227-ми пътен мост, на 154-ти км от магистрала А-290 (участъкът между остров Тузла и фарватера). В резултат на това са повредени една осветителна мачта и няколко метра от бариерата на моста. На строителите отнема около ден, за да поправят щетите, ограничението за движение е въведено в лявото платно на магистралата, премахнато на същия ден.

- На 4 октомври 2018 г. на морския участък от конструкцията на железопътния мост, между Тузлинската коса и едноименния остров в Керченския проток, в процеса на спускане върху опори, един от участъците пада в плитката част на Черно море. Не са нанесени щети. Предполага се, че инцидентът е причинен от техническа неизправност на един от криковете. В средата на октомври падналата педя е вдигната от водата, но не е поставена отново, а е заменена с нова.

- На 13 септември 2019 г. на строителната площадка на Керченския железопътен достъп до Кримския мост става срутване на тунела. В резултат на това загива един от двамата работници, които се озовават под развалините.

- На 8 октомври 2022 г. в 6:05 ч. сутринта в резултат на експлозия на моста са унищожени три автомобилни участъка и се запалват вагони-цистерни на железопътния мост. Председателят на парламента на Крим Владимир Константинов обвинява „украинските вандали“ за експлозията.